# Bolesław Izydorczyk
Bolesław Kazimierz Izydorczyk (ur. 9 października 1943 w Łodzi, zm. 20 października 2024 w Warszawie) – generał dywizji SZ RP, dyplomata.

## Życiorys
W latach 1962–1968 był słuchaczem Wojskowej Akademii Technicznej w Warszawie.
W latach 1979–1980 uczestniczył w kursie GRU, w ZSRR. 
W latach 1982–1984 był zastępcą attaché wojskowego przy Ambasadzie PRL w Waszyngtonie jako żołnierz Zarządu II Sztabu Generalnego Wojska Polskiego. W latach 1992–1994 szef Wojskowych Służb Informacyjnych. Attaché obrony w USA i Kanadzie. Od lutego 1997 był szefem Obserwatorów Wojskowych w Misji Obserwacyjnej UNMOT w Tadżykistanie. 14 lipca 1999 wyznaczony został na stanowisko szefa Generalnego Zarządu Rozpoznania Wojskowego P-2 Sztabu Generalnego Wojska Polskiego. Po aferze z niewydaniem mu certyfikatu bezpieczeństwa (maj 2000) przeniesiony do SHAPE NATO (Belgia) zajmował się programem „Partnerstwo dla Pokoju”. Od jesieni 2003 w stanie spoczynku.
Zmarł 20 października 2024. 28 października został pochowany na Cmentarzu Wojskowym na Powązkach (kwatera E2-5-1).

## Awanse
- generał brygady – 9 listopada 1992
- generał dywizji – 15 sierpnia 1999